# Базінер Федір Іванович
Фе́дір Іва́нович Базінер (1816—1862) — ботанік-садівник.

## Життєпис
Народився 1816 року в Ліфляндії. 1840 року закінчив Дерптський університет, був відряджений до Петербурзького ботанічного саду. Через певний час призначений в місію, що вирушала в Хіву за дорученням азійського департаменту міністерства закордонних справ, керував полковник Гр. Данилевський. В часі місії (1842—1843 роки) вивчав рослинність, метеорологію та геогнозію Киргизького степу, при цьому встановив чимало важливих та нових даних географії рослин Середньої Азії. 1848 року результати досліджень видані в праці «Wissenschaftliche Reise durch die Kirgisensteppe nach Chiwa», видана при Академії наук Карлом Бером та Григорієм Гельмерсеном.
По поверненні до Петербурга продовжив службу при Ботанічному саду, однак з огляду на слабке здоров'я виклопотав переведення до південніших місць. В липні 1849 року переведений на посаду старшого помічника інспектора сільського господарства в південних губерніях. Коли в Києві створюється деревний розсадник, Базінер призначається його завідувачем — цю посаду займав усе життя.
1861 року за його ініціативи створюється помологічна станція. Того часу через важку хворобу виїздить для лікування за кордон, помер в дорозі у Відні 1862 року.
Наукові праці присвячені рослинності та сільському господарству тих губерній, на які поширювалася його практична діяльність:
- «Про рослинність та клімат Київської губернії», 1853
- «Найголовніші результати малоросійського тютюнництва», 1855
- «Про помологічну плантацію при київському деревному розпліднику», 1860

Його син, Оскар Федорович (1857—1909) — філолог та викладач.